# 王振鐸
王振鐸（1911年—1992年），字天木，男，直隶（今河北）保定人，中國博物館學家、中國古代科技史學家。
現存的指南車、記里鼓車、候風地動儀、水運儀象台等，實際上都是王振鐸參考古書描繪，結合現代理論、資料，自己模仿、複原的模型。

## 編著
- 《指南車記裡鼓車之考證及模型》
- 《司南指南針與羅經盤—中國古代有關靜磁學知識之發現及發明》
- 《揭開了我國“天文鐘”的秘密—宋代水運儀像台復原工作簡介》
- 《張衡候風地動儀的複原研究》
- 《中國革命博物館陳列設備圖集》
- 《科技考古論叢》